# Comités de défense de la République (Catalogne)
Pour les articles homonymes, voir CDR.
Les Comités de défense de la République (Comitès de Defensa de la República en catalan) ou CDR sont un ensemble d'assemblées locales – de quartier ou de village –, régionales et nationales, qui soutiennent l'indépendance politique de la Catalogne, obtenue selon elles par le résultat du référendum du 1er octobre 2017, dans le cadre de l’accélération du processus d'indépendance (Procès en catalan) de la communauté autonome catalane, en Espagne. Si les premiers comités de défense apparaissent dès l'été 2017, ils se multiplient à partir du mois de septembre, sous le nom de Comités de défense du référendum (Comitès de Defensa del Referèndum en catalan), afin de permettre la tenue du référendum sur l'indépendance du 1er octobre puis, après cette date, la création d'une République catalane indépendante, proclamée unilatéralement le 10 octobre par le président de la généralité de Catalogne, Carles Puigdemont. 
Les assemblées regroupent des membres d'associations et de partis politiques, des acteurs de l'économie et du sport, et des personnes indépendantes. Ils défendent l'idée d'une lutte pacifique et non-violente, qui s'organise « quartier par quartier ». Il existe aussi des CDR hors de la Catalogne, comme le CDR de Paris, organisé par des citoyens catalans qui résident en France.

## Histoire

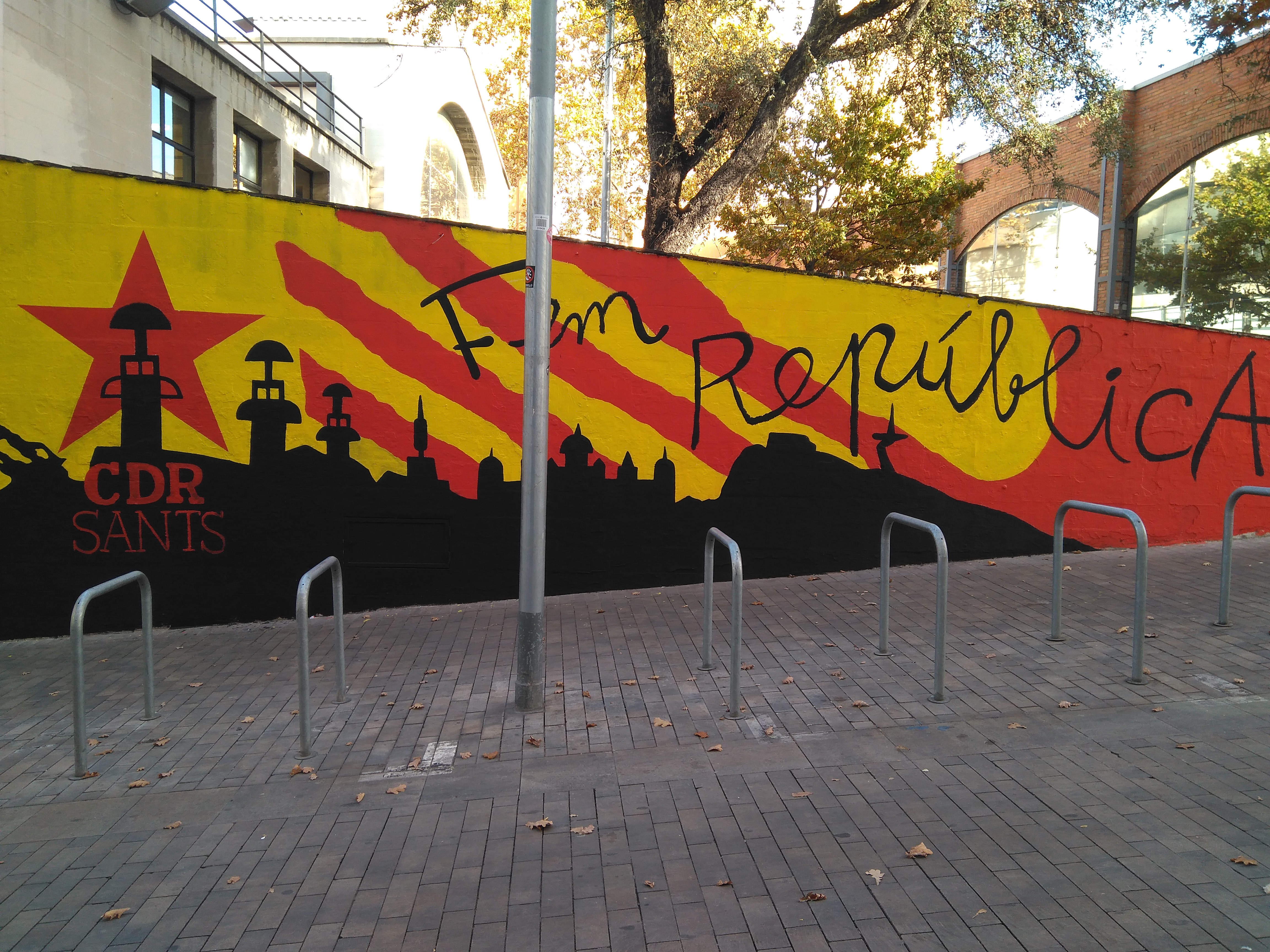
Fresque murale dans le quartier barcelonais de Sants par le CDR local (« Faisons la République »).

En avril 2017, un premier Comité de défense de la République se constitue à Sant Cugat del Vallès. Le 5 juin se forme le Comité de Défense du Référendum de l'Alt Penedès. Le 4 juillet se constitue le Comité de défense du Référendum du quartier de Nouveau Barris, à Barcelone. Les CDR se multiplient en septembre 2017 afin de permettre la tenue du référendum d'indépendance du 1er octobre (1-O), suspendu par le Tribunal constitutionnel espagnol. Il est dans les premiers temps particulièrement soutenu par le mouvement indépendantiste Esquerra Independantista, mais il agrège des membres d'autres organisations, comme l'Assemblée nationale catalane, Òmnium Cultural, le Parti démocrate européen catalan, Esquerra Republicana et des militants libertaires,. Les membres des CDR ont recours aux applications de messagerie et aux réseaux sociaux – Facebook, Twitter, Telegram – pour s'organiser.
Après le 1-O, les CDR organisent des actions et des manifestations contre la Police nationale et la Garde civile espagnoles, et ils forment des comités de grève pour organiser une grève générale le 3 octobre.
Le 11 janvier 2018, le juge du Tribunal suprême, Pablo Llarena, demande à la police nationale d'enquêter sur le rôle des CDR lors de réunions tenues le 14 octobre à Sabadell, le 21 octobre à Igualada et le 4 novembre à Manlleu. En avril 2018, l'Audience nationale ordonne la détention de deux membres des CDR, les accusant de délits de rébellion et terrorisme.

## Structure
En octobre 2017, on comptait 285 assemblées locales, réparties sur le territoire des Pays catalans, principalement en Catalogne, mais aussi dans les Îles Baléares et dans la Communauté valencienne,,. Des assemblées se constituent également dans le reste de l'Espagne, comme à Vitoria-Gasteiz, et dans le reste du monde, comme à Toulouse, Paris, Bruxelles, Berlin, Londres, Milan, Copenhague, Mexico, New York, Bogota et Tokyo.

## Actions internationales
Le 10 janvier 2018, des citoyens catalans résidant à Paris — mobilisés par le CDR local — se regroupent sur la place du Président-Édouard-Herriot pour demander la libération des conseillers de la Généralité emprisonnés et pour exiger le respect du résultat des élections au Parlement de Catalogne de 2017. 
Le 13 janvier 2018, le CDR de Bruxelles place des rubans jaunes, une estelada et une urne électorale devant le siège de la Commission européenne pour demander l'intervention de l'Union européenne afin d'aider à la résolution du conflit entre la Catalogne et l'Espagne,,.

## Galerie

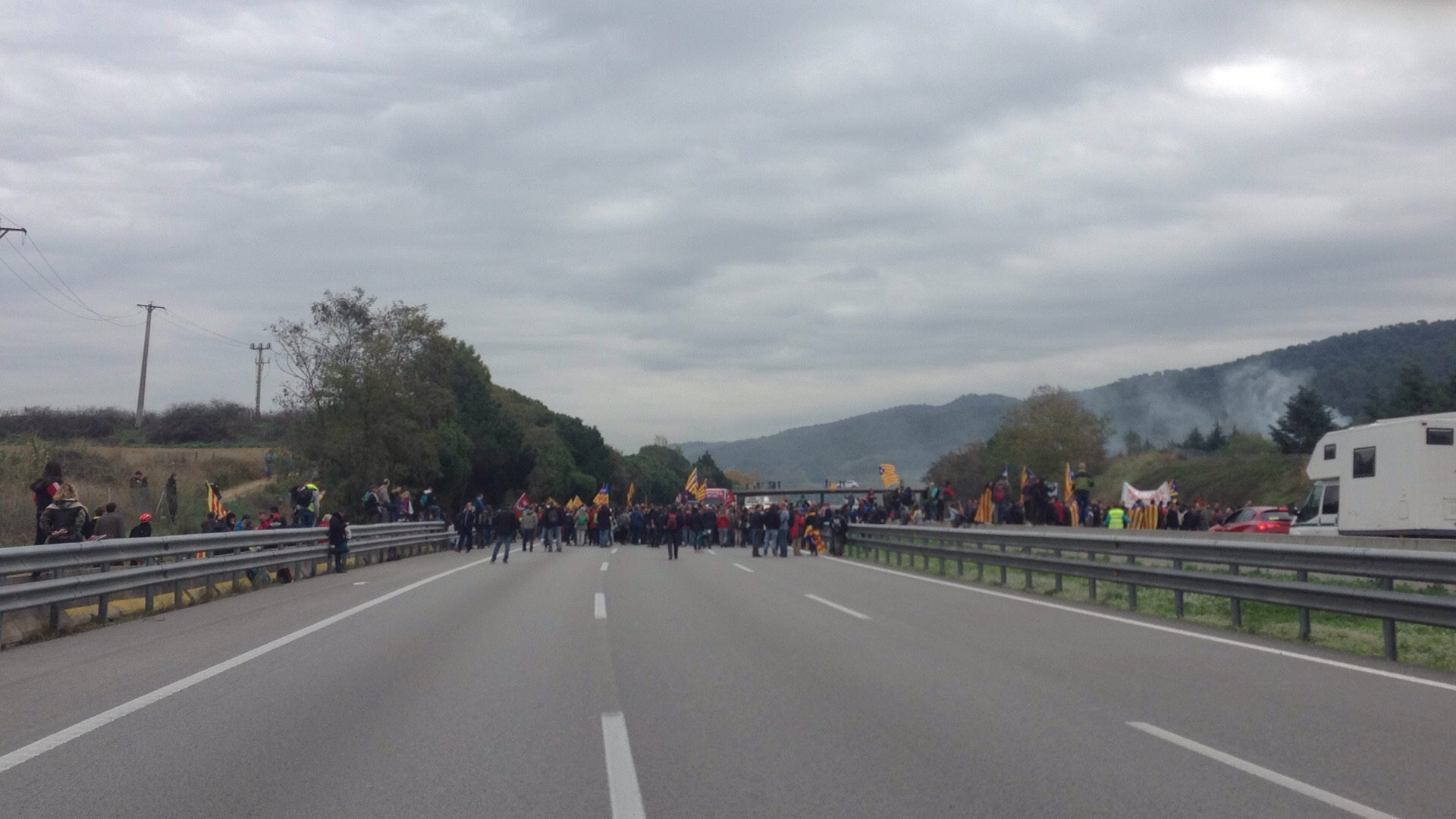
Coupure de l'autoroute AP-7 à Cardedeu organisée par les CDR du Baix Montseny.